# Veduggio con Colzano
Veduggio con Colzano (lombardul: Vedücc cun Culzàn) település Olaszországban, Lombardia régióban, Monza e Brianza megyében. Lakosainak száma 4129 fő (2023. január 1.). Veduggio con Colzano Briosco, Cassago Brianza, Nibionno, Inverigo és Renate községekkel határos.

## Népesség
A település lakossága az elmúlt években az alábbi módon változott:
| Lakosok száma | 4496 | 4356 | 4345 | 4129 |
|               | 2013 | 2017 | 2018 | 2023 |